# ГЕС Віллароден
ГЕС Віллароден (фр. la centrale de villarodin) — гідроелектростанція на південному сході Франції. Знаходячись вище від ГЕС Орель, входить до складу каскаду на річці Арк (ліва притока Ізеру, що через Рону належить до басейну Ліонської затоки Середземного моря). При цьому між водозабором із Арка та машинним залом станції Віллароден знаходиться ще одна ГЕС Avrieux, яка працює при значно меншому напорі.
Накопичення ресурсу для роботи ГЕС Віллароден відбувається на півночі Котських Альп у водосховищі Lac-du-Mont-Cenis, створеному в верхів'ї річки Сеніз (фр. La Cenise, італ. Cenischia). Остання невдовзі після греблі переходить на територію Італії, де впадає зліва у Дора-Ріпарія (ліва притока По, яка належить до басейну Адріатичного моря). Сховище утримує кам'яно-накидна гребля Mont-Cenis заввишки 120 метрів, завдовжки 1400 метрів та завтовшки від 12 до 460 метрів. Її будівництво потребувало 14,7 млн м3 матеріалу, що дозволило утворити водойму із площею поверхні 6,6 км2 та об'ємом 333 млн м3.
Окрім прямого стоку сюди перекидається вода з:
- північного сходу із верхів'я річки Арк, яка на цій ділянці дренує Грайські Альпи. Можливо відзначити, що гребля на Арку дозволяє подавати воду одразу в двох напрямках: на північний захід до ГЕС Брев'єр (верхній ступінь каскаду на річці Ізер) та на південний захід до Lac-du-Mont-Cenis, при цьому в останньому випадку дериваційний тунель приймає додатковий ресурс із восьми водозаборів у сточищах лівих приток Арку;
- південного сходу, де на італійській території створений ряд водозаборів із лівих приток Сеніз[3], що надає Італії права на шосту частину ресурсу водосховища.[4]

Варто відзначити таку особливість водосховища Lac-du-Mont-Cenis, як його використання одразу в трьох гідроенергетичних схемах, з подачею ресурсу до різних річкових систем та навіть до різних країн. В підсумку Lac-du-Mont-Cenis виявилось пов'язаним з:
- ГЕС Венаус (Італія), розташованою від нього на південний схід, нижче по долині Сеніз;
- розташованою західніше по лівій стороні долини Арку ГЕС Віллароден;
- водосховищем Plan d'Aval, яке знаходиться у Грайських Альпах по правій стороні долини Арку (навпроти станції Віллароден) та працює на ГЕС Оссуа. Вода надходить на останню по тому ж тунелю, що живить станцію Віллароден, з подальшою підкачкою за допомогою насосної станції Bois d'Aussois.

На своєму шляху до ГЕС Віллароден західний дериваційний тунель отримує додатковий ресурс за рахунок п'яти водозаборів у сточищах лівих приток Арку.
Машинний зал станції Віллароден обладнаний двома турбінами типу Пелтон потужністю по 182 МВт, які при напорі у 880 метрів забезпечують виробництво 580 млн кВт-год електроенергії на рік.